# Ion Creangă (okręg Neamț)
Ion Creangă – wieś w Rumunii, w okręgu Neamț, w gminie Ion Creangă. W 2011 roku liczyła 2339 mieszkańców.